# Valambray
Valambray é uma comuna francesa na região administrativa da Normandia, no departamento de Calvados. Estende-se por uma área de 41,16 km². Em 2010 a comuna tinha 1 785 habitantes (densidade: 43,4 hab./km²).
A municipalidade foi estabelecida em 1 de janeiro de 2017 e consiste na fusão das antigas comunas de Airan, Billy, Conteville, Fierville-Bray e Poussy-la-Campagne.